# 백난아
백난아(白蘭兒, 본명: 오금숙, 본명 한자: 吳金淑, 1925년 1월 16일 ~ 1992년 1월 21일)는 대한민국의 가수이다.
1940년 노래 <오동동 극단>으로 데뷔하였다.

## 수상
- 1940년 전국가요 콩쿠르 2위

## 곡
- 1940년 <오동동 극단>
- 1941년 <아리랑 낭랑>
- 1942년 <찔레꽃>
- 1949년 <낭랑 18세>

## 생애
백난아는 1925년 1월 16일에 제주도에서 태어났다. 양재고등여숙을 졸업하고, 1940년 태평레코드와 조선일보가 공동으로 주최한 콩쿠르 대회에서 2등으로 입상하였다. 같은 해, 선배가수 백년설에게 ‘ 백난아’라는 예명을 받고, 오동동 극단을 취입하였다.
〈오동동 극단〉이 히트되자 그녀는 계속 〈갈매기 쌍쌍〉, 〈망향초 사랑〉, 〈땅버들 물버들〉, 〈도라지 낭랑〉, 〈아리랑 낭랑〉, 〈찔레꽃〉, 〈흥아의 봄〉 등을 취입하였다. 대한민국이 일본에게서 해방될 직전까지 태평레코드에 전속으로 있으면서, 많은 인기를 얻었다. 해방 직후에는 ‘파라다이스 쇼단’을 운영하며 대한민국 전국 순회공연을 다녔고, 1949년부터는 럭키레코드 전속으로 〈금박댕기〉, 〈낭랑 18세〉, 고려레코드에서 〈인도야곡〉을 발표했다.
그러나 곧 한국 전쟁이 일어났고, 그녀는 전쟁 중 연예인들의 아지트였던 대구로 피난하였다. 그 곳에서 여러 연예인들과 활동하며 한때는 군예대에서 활동하기도 하였다.
전쟁 후에는 태평레코드와 서라벌레코드에서 활동하며, 〈멕시코 나이트〉, 〈고랑포 아낙네〉 등을 취입하였다.
1960년대까지도 활발히 신곡 취입을 하였으며, 그 이후에는 주로 극장무대에서 활동하였다.
본격적인 TV시대가 열리면서, 그녀는 원로가수 대접을 받으며 방송출연을 활발히 하였는데 특히 〈가요무대〉에서 자주 출연하였다. 1991년에 대장암이 발병했고, 평소 지병이던 고혈압이 겹쳐 투병 중이던 1992년 1월 21일에 향년 67세로 세상을 떠났다.